# Мифтари, Аргенд
Аргенд Мифтари (швед. Argjend Miftari; род. 29 января 2004) — косовский, албанский и шведский футболист, полузащитник «Мьельбю», выступающий на правах аренды за «Карлстад».

## Клубная карьера
Является воспитанником «Мьельбю», в котором прошёл путь от детских и юношеских команд до основной. В июле 2022 года подписал с клубом первый профессиональный контракт, рассчитанный на четыре с половиной года. В матче последнего тура сезона с «Юргорденом» попал в официальную заявку, но на поле не появился. В межсезонье получил травму, после которой вернулся к тренировкам только в мае 2023 года. Дебютировал в чемпионате Швеции 30 июля в матче с тем же «Юргорденом», заменив на 85-й минуте Имама Джагна.

## Карьера в сборной
В юности выступал за юношескую сборную Албании до 16 лет, проведя в её составе три товарищеских матча в январе 2020 года: с Украиной (1:0), Южной Кореей (0:2) и Ирландией (0:3).

## Клубная статистика
| Выступление      | Выступление      | Выступление      | Лига | Лига | Кубки | Кубки | Конт. кубки | Конт. кубки | Итого | Итого |
| Клуб             | Лига             | Сезон            | Игры | Голы | Игры  | Голы  | Игры        | Голы        | Игры  | Голы  |
| ---------------- | ---------------- | ---------------- | ---- | ---- | ----- | ----- | ----------- | ----------- | ----- | ----- |
| Мьельбю          | Алльсвенскан     | 2023             | 2    | 0    | 0     | 0     | 0           | 0           | 2     | 0     |
| Мьельбю          | Алльсвенскан     | 2025             | 1    | 0    | 1     | 0     | 0           | 0           | 2     | 0     |
| Мьельбю          | Итого            | Итого            | 3    | 0    | 1     | 0     | 0           | 0           | 4     | 0     |
| → Олимпик        | Дивизион 1       | 2024             | 27   | 0    | 0     | 0     | 0           | 0           | 27    | 0     |
| → Олимпик        | Итого            | Итого            | 27   | 0    | 0     | 0     | 0           | 0           | 27    | 0     |
| Всего за карьеру | Всего за карьеру | Всего за карьеру | 30   | 0    | 1     | 0     | 0           | 0           | 31    | 0     |